# パレスチナ国

パレスチナ国
دولة فلسطين

国の標語：不明
国歌：فدائي（アラビア語）
革命者

パレスチナ国（パレスチナこく、アラビア語: دولة فلسطين Dawlat Filasṭīn, ダウラト・フィラスティーン、英: State of Palestine）は、地中海東部のパレスチナに位置する共和制国家。国際連合（UN）には未加盟であるが、2024年6月3日時点で、193の国連加盟国の内、145か国が国家として承認している。
その領土（パレスチナ領域）は、パレスチナ自治政府（ファタハが主導）が実効支配するヨルダン川西岸地区およびハマースが2007年以来実効支配する（ガザ政府）ガザ地区から成る。パレスチナ国は、東エルサレムを名目上の首都として定めているが、行政機能は事実上ラマッラーに置かれている。

## 歴史
1988年11月15日にパレスチナ解放機構（PLO）のヤーセル・アラファート（のち初代大統領）が詩人のマフムード・ダルウィーシュによって書かれたパレスチナの独立宣言を読み上げて発表し、パレスチナ国を国号として定めた。1993年のオスロ合意を経て、1994年にパレスチナ自治政府が設立され、イスラエルの占領下にあった地域の一部でパレスチナ人による自治が開始された。2012年11月には、国連総会において「非加盟オブザーバー国家」としての地位が承認され、国際社会における存在感を高めた。第79回国連総会（2024年9月10日開会）では、オブザーバーでありながらも、正式加盟国と同様にアルファベット順で着席することが認められた。。

## 政治
パレスチナの政治は、ファタハが主導するヨルダン川西岸地区のパレスチナ自治政府と、2007年の武力衝突以降ハマースが実効支配を続けるガザ地区の統治組織に分裂している状態が続いている。

### 地方行政区画

パレスチナの県（灰色の部分は統治外）

パレスチナ国が領有を主張する地域は、ヨルダン川西岸地区（以下:西岸地区）とガザ地区から成る。ガザ地区の面積は365km²で全体の6%程度しかないが、人口は全体の38%を占める。西岸地区はパレスチナ自治政府の様々な機関が置かれており、首都がある。西岸地区の総面積は5,660km²であり、オスロ合意に基づき、西岸地区は以下の3地区に区分されている。
- A地区
パレスチナ自治政府が行政権と警察権を管轄している。面積は西岸地区のうち18%の約1,018km²である。
- B地区
イスラエル軍が警察権を握っているが行政権はパレスチナ政府にある。面積は西岸地区の21%の約1,188km²である。
- C地区
イスラエル軍が行政権など全てを握っている。面積は西岸地区の61%で約3,452km²であり、イスラエルのユダヤ人入植地の多くが存在する。

また、イスラエル政府およびその支持者は、西岸地区のイスラエル軍管轄地域を聖書由来の地名であるユダヤ・サマリア地区と呼んでいる。
パレスチナ国は領有を主張する国土に16の県（ガザ地区に5、西岸地区に11）を設置している。ただしイスラエルの実効支配下にある地域を含んでいるため、西岸地区の県の多くの地域が統治下にはない。

## 国際関係

パレスチナを国家承認している国

2025年2月5日時点で、193の国際連合加盟国中、147か国が国家承認している。安保理常任理事国ではロシアと中国が承認し、上海協力機構（SCO）加盟国およびアラブ連盟加盟国は全てが承認、アフリカ連合はカメルーンとエリトリア以外の全て、東南アジア諸国連合（ASEAN）はシンガポール、ミャンマーを除く8か国が、それぞれ承認している。
対して承認していない国連加盟国は48か国である。安保理常任理事国であるアメリカ合衆国、イギリス、フランスの3か国に日本、カナダ、ドイツ、イタリアを加えたG7諸国はすべて承認していない。北大西洋条約機構（NATO）加盟国でみると、スペイン、ノルウェー、トルコ、アイスランドの他に旧東側諸国（スロバキア、ポーランド、ハンガリー、ルーマニア、ブルガリア、アルバニア）が東側陣営時代の1988年、モンテネグロがNATO非加盟時の2006年に承認している。欧州連合（EU）加盟国では上記の旧東側諸国とスウェーデン（2014年承認）、欧州自由貿易連合（EFTA）加盟の4か国のうち半数のアイスランド（2011年承認）とノルウェー（2024年承認）が承認している。占領国であるイスラエルはパレスチナの国家としての地位を承認していない。
また、パレスチナを国家として承認していない国の中にも、2012年の国連総会でのパレスチナをオブザーバー国家に格上げする決議(A/RES/67/19)については、賛成した国もある。日本もそのひとつで、「将来の承認を予定した自治区」としてパレスチナ国を扱っており、経済支援や議員外交などを行っている。

### 2024年国家承認の加速
2023年10月7日にガザ地区を実効支配するハマス（日米欧などがテロ組織に指定）などの武装組織が、イスラエル領において治安部隊要員（イスラエル国防軍兵、警察職員、シンベト要員など）と民間人を合わせて1,163人を殺害し、245人以上を人質に取った。これに対し、イスラエルはハマスの無力化と人質の解放を目的としてとして空爆と地上侵攻を行い、2024年5月12日までにガザ地区では3万5千人以上が殺害され、推計1万人が瓦礫に埋もれたままとなった。そして、中東の和平における二国家解決の重要性が再認識され始めた。
この流れを受け、2024年に入ると、カリブ海諸国のバルバドスとジャマイカが4月に、トリニダード・トバゴとバハマが5月に、次々とパレスチナ国の国家承認を行った。
2024年5月22日には、EU加盟国でNATO加盟国であるスペイン、EU加盟国であるアイルランド、NATO加盟国であるノルウェーが、5月28日の公式承認に向けて、それぞれの国内で国家承認の手続きを始めると発表した。
アイルランドのサイモン・ハリス首相は、パレスチナ国の国家承認が二国家解決へ道筋の重要なそして歴史的な一歩となるとし、正しいことをするのに間違ったタイミングはないと述べた。また、ハリス首相は、アイルランドは占領国イギリスのもとでパレスチナと似た歴史を経ていることからアイルランドとパレスチナ国を重ね合わせ、アイルランドの独立の際に、同国の国家としての特有のアイデンティティ、独立への困難な闘い、自決権、そして正義を自由主義諸国へ訴えたように、パレスチナの国家承認に際して同じ言葉を自由主義諸国へ訴えるとした。また「アイルランドはイスラエル国とその平和で安全に生存する権利を認めている。そして、パレスチナの人々も同等の権利を持たなければならない」と話し、「IRAがアイルランドの人々ではないことと同じように、ハマスはパレスチナの人々ではない」と注釈をつけた。また、3カ国以外のEU諸国との連絡と協議を続けている事も明かし、その他のEU諸国が3か国を追随することに「自信がある」とも述べた。既にEU加盟国でNATO加盟国であるスロベニアと、EU加盟国であるマルタも近日中に承認予定であることがロイター通信によって伝えられている。一方で同様に承認予定と伝えられていたベルギーは、選挙が3週間後に控えている事もあり、今回の発表に加わらなかった。
ノルウェーのヨーナス＝ガール・ストーレ首相も、二国家解決の重要性を訴え、イスラエルとパレスチナ国の国境は第三次中東戦争勃発前日の1967年6月4日の境界線、つまりグリーンラインとすべきだと述べた。また国家承認には権利だけでなく国際社会での義務も生じることを指摘し、「国際法を遵守し、国際的に認められた国境内で平和的に生きる」必要性を訴えた。
スペインのペドロ・サンチェス首相は、この発表を同国の国会で行い、国会議員達はスタンディングオベーションと拍手で発表に同調した。EU諸国のパレスチナ国家承認議論を先導してきたサンチェス首相は、国家承認は正しい事だと述べた。また、イスラエルとの友好関係を強調して「イスラエルに反対するものではない」と話し、「そして、この決定は二国家解決に反対しているハマスへの絶対的拒絶を示すものだ」と述べた。
2024年5月28日、スペイン、アイルランド、ノルウェーは、和平を促すことを狙い正式にパレスチナ国を国家として承認したことを発表した。
同年5月30日、EU加盟国でNATO加盟国であるスロベニア政府もパレスチナ国を正式承認する方針であると発表した。まだ国内での議会承認が必要だが、ロベルト・ゴロブ首相「これは平和のメッセージだ」と述べ、ガザ地区での戦闘の即時停止と人質全員の解放を訴えた。そして同年6月4日、臨時議会でパレスチナ国家を承認する動議について採決が行われ、90議席中52人の賛成により動議は可決された。ただし野党は現時点での承認は反対するとし投票をボイコットしたため、反対票はゼロだった。
同年6月21日、アルメニア共和国もパレスチナ国を正式承認する方針であると発表した。アルメニア外務省は、パレスチナ自治区ガザでのイスラエルとハマースの戦闘の即時停止に関する国連決議を支持し、パレスチナとイスラエルが平和で安全に共存する「2国家解決」を支持すると表明した。
これらの一連の正式承認は、パレスチナ・イスラエル戦争を終わらせるべくイスラエルに圧力をかける狙いがあるとされている。
しかしイスラエルは「対抗措置」「懲罰」「制裁」と号し、過去にヨルダン川西岸地区から撤退した入植地の再承認、代理徴収していたパレスチナ国の税収のノルウェーを介した送金の停止、軍占領地の実権の多くを民間移譲することによる事実上の領土化、前哨地（イスラエル国内法でも違法な入植地）の公認、パレスチナ国政府職員のイスラエル通行ビザの剥奪、パレスチナ人私有地・未登記地の国有化宣言による没収など、かえって「パレスチナ国家の樹立を阻止するため」（スモトリッチ・イスラエル財務相兼国防省付大臣）の行動を加速させている。
ノルウェーは1993年に中立の立場でオスロ合意を仲介し、パレスチナ（PLO・パレスチナ自治政府・State of Palestine）とイスラエルの双方から信頼され、その後も税金の受け渡しの橋渡し役やパレスチナ支援調整委員会（Ad Hoc Liaison Committee, AHLC）の議長を任されていたが、ノルウェーがパレスチナ国家を承認したことで、イスラエルはノルウェーを信頼しなくなった。
パレスチナからの働きかけに応えて国際社会がイスラエルに圧力をかけているとして、イスラエルの国会（クネセト）は、ヨルダン川から西にあるすべての土地でのパレスチナ国家のいかなる形の樹立にも（イスラエル政府がパレスチナと取引した結果でも）反対する決議の中で「ヨルダン川より西にある土地にパレスチナ国家が樹立されると、すぐにハマスがパレスチナ国家を乗っ取るだろう。そして、このタイミングでパレスチナ国家を推進することは、テロリズムにテロの褒美を与えるようなものだ」と主張している。

### 2025年の動き
2025年7月24日、フランスのマクロン大統領は、パレスチナを国家として承認することを決定したとSNSで表明した。同年9月に開催予定の国連総会で正式に表明する。
同月25日、イギリスでは、与党・労働党の議員を含む国会議員221人が、キア・スターマー政権に対してパレスチナ国家の正式承認を要求。同月29日にはスターマー首相が、ガザ地区での惨劇が終わらなければ9月にパレスチナを国家承認する意向を表明した。
同日にはマルタもパレスチナを国家として承認することを表明した。
翌30日には、カナダのマーク・カーニー首相が、条件付きで9月の国連総会で「パレスチナを国家として承認する意向がある」と表明が続いた。2023年に始まったパレスチナ・イスラエル戦争の状況悪化を受け、従来通りの交渉による和平は「もはや持ちこたえられない」とし、「パレスチナ国家の見通しが、私たちの目の前でどんどん損なわれている」と外交の方向転換の意図を説明した
7月31日にはポルトガル政府が9月の国連総会でパレスチナを国家として承認すると発表した。欧州メディアによるとポルトガルのモンテネグロ首相が9月の国連総会での承認を予定していると報じている。
同日にはフィンランドのストゥブ大統領が、首都ヘルシンキで共同通信の単独インタビューに応じ、その中でパレスチナの国家承認を巡り、パレスチナ自治区ガザでの和平プロセスに有益だと判断すれば「われわれは国家として認める」と表明した。将来の承認に前向きな姿勢を示した。
8月11日にはオーストラリアのアルバニージー首相が記者会見し、9月の国連総会でパレスチナを国家として承認する方針を表明した。
同日にはニュージーランドのピーターズ外相が、パレスチナを国家として承認することを検討していると明らかにした。外相は内閣が９月に正式に決定し、国連総会で政府の立場を示すと述べた。

### 国家承認している国

#### 国連加盟国
一覧は承認順に並んでいる。
- ●NATO加盟国
- ◎EU加盟国

1. アルジェリア
2. バーレーン
3. イラク
4. クウェート
5. リビア
6. マレーシア
7. モーリタニア
8. モロッコ
9. ソマリア
10. チュニジア
11. トルコ●
12. イエメン
13. アフガニスタン
14. バングラデシュ
15. キューバ
16. インドネシア
17. ヨルダン
18. マダガスカル
19. ニカラグア
20. パキスタン
21. カタール
22. サウジアラビア
23. アラブ首長国連邦
24. セルビア
25. ザンビア
26. アルバニア●
27. ブルネイ
28. ジブチ
29. モーリシャス
30. スーダン
31. キプロス◎
32. スロバキア●◎
33. エジプト
34. ガンビア
35. インド
36. ナイジェリア
37. ロシア
38. セーシェル
39. スリランカ
40. ベラルーシ
41. ギニア
42. ナミビア
43. ウクライナ
44. ベトナム
45. 中国
46. ブルキナファソ
47. コモロ
48. ギニアビサウ
49. マリ
50. カンボジア
51. モンゴル
52. セネガル
53. ハンガリー●◎
54. カーボベルデ
55. 朝鮮民主主義人民共和国
56. ニジェール
57. ルーマニア●◎
58. タンザニア
59. ブルガリア●◎
60. モルディブ
61. ガーナ
62. トーゴ
63. ジンバブエ
64. チャド
65. ラオス
66. シエラレオネ
67. ウガンダ
68. コンゴ共和国
69. アンゴラ
70. モザンビーク
71. サントメ・プリンシペ
72. コンゴ民主共和国
73. ガボン
74. オマーン
75. ポーランド●◎
76. ボツワナ
77. ネパール
78. ブルンジ
79. 中央アフリカ
80. ブータン
81. ルワンダ
82. エチオピア
83. イラン
84. ベナン
85. 赤道ギニア
86. ケニア
87. バヌアツ
88. フィリピン
89. エスワティニ
90. カザフスタン
91. アゼルバイジャン
92. トルクメニスタン
93. ジョージア
94. ボスニア・ヘルツェゴビナ
95. タジキスタン
96. ウズベキスタン
97. パプアニューギニア
98. 南アフリカ共和国
99. キルギス
100. マラウイ
101. 東ティモール
102. パラグアイ
103. モンテネグロ●
104. コスタリカ
105. レバノン
106. コートジボワール
107. ベネズエラ
108. ドミニカ共和国
109. ブラジル
110. アルゼンチン
111. ボリビア
112. エクアドル
113. チリ
114. ガイアナ
115. ペルー
116. スリナム
117. ウルグアイ
118. レソト
119. シリア
120. リベリア
121. エルサルバドル
122. ホンジュラス
123. セントビンセント・グレナディーン
124. ベリーズ
125. ドミニカ国
126. 南スーダン
127. アンティグア・バーブーダ
128. グレナダ
129. アイスランド●
130. タイ
131. グアテマラ
132. ハイチ
133. スウェーデン●◎
134. セントルシア
135. コロンビア
136. セントクリストファー・ネイビス
137. バルバドス[23]
138. ジャマイカ[23]
139. トリニダード・トバゴ[24]
140. バハマ[25]
141. スペイン●◎[13]
142. アイルランド◎[13]
143. ノルウェー●[13]
144. スロベニア●◎
145. アルメニア

#### 国連非加盟国
- サハラ・アラブ民主共和国（但しパレスチナはサハラ・アラブ民主共和国を承認していない）
- バチカン

### 国家を承認していない国

#### 国連加盟国
- ★G7国
- ●NATO加盟国
- ◎EU加盟国

1. イスラエル
2. アメリカ合衆国★●
3. カナダ★●
4. 日本★
5. イギリス★●
6. ドイツ★●◎
7. フランス★●◎
8. イタリア★●◎
9. デンマーク●◎
10. フィンランド●◎
11. オランダ●◎
12. ベルギー ●◎
13. ポルトガル●◎
14. スイス
15. ギリシャ●◎
16. オーストリア◎
17. アンドラ
18. リヒテンシュタイン
19. ルクセンブルク●◎
20. モナコ
21. サンマリノ
22. マルタ◎[注 1]
23. チェコ●◎[注 4]
24. クロアチア●◎
25. 北マケドニア●
26. エストニア●◎
27. ラトビア●◎
28. リトアニア●◎
29. モルドバ
30. 韓国
31. シンガポール
32. ミャンマー
33. メキシコ
34. パナマ
35. カメルーン
36. エリトリア
37. オーストラリア
38. ニュージーランド
39. フィジー
40. マーシャル諸島
41. ミクロネシア連邦
42. パラオ
43. ナウル
44. キリバス
45. サモア
46. トンガ
47. ツバル
48. ソロモン諸島

#### 国連非加盟国
- 中華民国（台湾）

#### 国連総会オブザーバー
1. 欧州連合

### 国連との関係
パレスチナ国は、国際連合機関のうち、国際連合総会（総会）、国際連合教育科学文化機関（ユネスコ）、世界保健機関 (WHO) の活動に参加している。
1974年、パレスチナ解放機構（PLO）が国際連合総会オブザーバーの団体として認めれられ、国連での活動を開始。第1次インティファーダの最中だった1988年に団体名称を「パレスチナ」へと変更した。また、1988年の国連総会の決議A/RES/43/177で、国連の中ではPLOを「パレスチナ (Palestine) 」と呼ぶことが決められた。
その後2012年には、国連総会決議の採択により「パレスチナ国」としてオブザーバー国家に格上げされ、国連非加盟国として、国連総会から国家としての地位を事実上承認された。決議の採決では、193の加盟国中、日本を含む138か国が賛成し、反対は9か国、棄権は41か国、無投票は5か国だった。反対したのは、カナダ、チェコ、イスラエル、マーシャル諸島、ミクロネシア連邦、ナウル、パラオ、パナマ、アメリカ合衆国だった。
国連総会では、毎年のようにパレスチナ人の民族自決権を確認する決議が提出されている。パレスチナ国を国家承認していない国々も、明確な反対はイスラエル、アメリカ合衆国及び一部の親米国に限られる。

近年では、2023年12月19日の決議は、日本を含む172か国の賛成で採択された。反対はイスラエル、ミクロネシア連邦、ナウル、アメリカ合衆国の4か国で、棄権はカメルーンなど10か国、無投票はアフガニスタンなど7か国であった。

2024年11月14日の決議は、日本を含む170か国の賛成で採択された。反対はアルゼンチン、イスラエル、ミクロネシア連邦、ナウル、パラグアイ、アメリカ合衆国の6か国で、アルゼンチンとパラグアイは前年の賛成から反対に態度を変更した。棄権はキリバスなど9か国、無投票はアフガニスタンなど8か国であった。
また、国連の専門機関のうちユネスコには、2011年に「パレスチナ国」としての正式加盟が承認されている。加盟には14か国が反対したが、そのうちイスラエル、アメリカ合衆国は加盟に対する対抗措置として2018年にユネスコを脱退した。但しアメリカは2023年に復帰している。
2024年5月31日、世界保健機関 (WHO) 総会は、国際連合総会決議ES-10/23（後述）へ呼応すべく、オブザーバーの立場のパレスチナ国の権利を拡大し、事実上加盟国と同等の権利を与える決議を賛成多数で採択した。議案提出権や加盟国席に着席する権利などを認められたが、決議ES-10/23同様投票権は与えられなかった。賛成は101か国、反対は5か国、21カ国は棄権した。 

#### パレスチナを国連の加盟国にするよう勧告する国連安全保障理事会決議案の否決
2024年4月18日、国連安保理非常任理事国のアルジェリアがパレスチナ国の国連正式加盟勧告案を安保理に提出したが、アメリカ合衆国が拒否権を行使して否決された。15の理事国のうち、日本を含む12か国が賛成し、反対はアメリカ合衆国の1か国、棄権はイギリスとスイスの2か国だった。
日本政府は「パレスチナが国連加盟に係る要件を満たしているとの認識の下、中東和平の実現に向けて、和平交渉を通じた国家の樹立を促進する等の観点を含め、総合的に判断し、決議案に賛成した」と説明した。また、安保理における賛成と、日本国がパレスチナを国家として承認することは「別個の問題」であり、当事者間の交渉を通じた「二国家解決」を支持する日本の立場は変わっていないことを確認した。

#### パレスチナの国連加盟勧告案に反対しないよう安保理に要求する国連総会決議の採択
2024年5月10日、アラブ首長国連邦 (UAE) が、パレスチナ国の国連正式加盟を支持し「安保理に対し加盟勧告決議案に賛成するよう再考を促す決議案」を緊急特別総会において提出し、193加盟国のうち、賛成143か国、反対9か国の圧倒的多数で採択された。棄権は25か国だった。決議案にはパレスチナが国連憲章の定める加盟資格を満たしていると明記されており、パレスチナ国を国家承認していない、日本、フランス、韓国、スペイン、オーストラリア、エストニア、そしてノルウェーの7か国も賛成票を投じた。反対はアメリカ合衆国、イスラエル、アルゼンチン、チェコ、ハンガリー、ミクロネシア連邦、ナウル、パラオ、そしてパプアニューギニアであった。アルゼンチン、ハンガリー、パプアニューギニアは、パレスチナを国家承認しているにもかかわらず、反対にまわった。それらの加盟国のうちチェコは、パレスチナの国連正式加盟や国連内での権利強化では平和と繁栄をもたらすことはできないと述べ、その前に2国間での協議などによる環境の下地整備の必要があると訴え、また、安保理の加盟勧告が無いまま国連の手続きを「迂回して」総会で採決を行ったことに懸念を示し、反対票を投じたと説明した。
G7国においては、前述の通り日本とフランスが賛成にまわったほか、イギリス、ドイツ、カナダ、イタリアが棄権し、アメリカ合衆国の孤立が一層顕著になる形になった。国連総会は、パレスチナの国家としての存在を長らく支持して来たが、実際に正式加盟の是非について採決が取られたのはこれが初めてであった。
国連総会において拒否権を持っている国はなく、国連安保理での拒否権を持つアメリカ合衆国などの国が国連総会で反対票を投じても、それだけで否決されることはない。他の国連加盟国と同じ1票の価値があるだけだ。国連憲章の第4条にある通り国連の正式加盟には、安保理による加盟勧告と、総会における（投票国の）3分の2以上の賛成が必要となる。それゆえ、4月18日にアメリカ合衆国の拒否権行使によって加盟勧告案を否決した安保理に対して、協議を「差し戻す」形となった。しかし、アメリカ合衆国のロバート・ウッド国連次席大使は、安保理で再度加盟勧告案を採決したとしても結果は同じになると述べ、拒否権を発動し続けることを示唆した。また、この地域の持続的な平和はイスラエルの安全が保証された上での二国家解決によってのみ達成できると強調し、「我々のこの投票は、パレスチナの国家としての地位に反対していることを示しているわけではない」と話し、従来通りのアメリカ合衆国の立場である、「（パレスチナの）国家としての地位の承認は、当事者（イスラエルとパレスチナ）間の直接交渉によってのみもたらされる」と主張した。一方ロシアは、パレスチナが今回国連へ正式加盟することによって、75年前に既に正式加盟を果たしているイスラエルと同等の立場のもとで交渉の場に立てるとして、アメリカ合衆国の見解に反対する意見を述べた。
また決議によってパレスチナ国には、パレスチナや中東以外の議題にも発言権が与えられたほか、会議の議題、提案書、修正案の提出、議論に対する返答、そして国連の主要委員会において委員を送ることなどが可能となり、かつパレスチナ人の自決権を支持する内容だったが、投票権は与えられなかった。アメリカ合衆国には「国連がパレスチナに加盟国と同じ地位を与えた場合、国連と国連機関への資金提供を停止する」という1990年に成立した連邦法があるため、国連最大の分担金及び拠出金提供国であるアメリカ合衆国が同法を発動させないよう、細心の注意を払って決議案の文面が練られた。
2024年9月10日に第79回国連総会が始まり、今回からパレスチナ国の席次が改められた。これまではオブザーバー国家として最後列に位置していたが、アルファベット順（State of Palestine）に座ることが認められ、席次は正式加盟国と同等の扱いとなった。

### 日本との関係
日本はパレスチナを国家として承認していないが、二国家解決を支持する立場から、将来の独立国家建設を見据えた支援を行っている。1999年に対パレスチナ暫定自治政府日本国政府代表事務所を設置し、パレスチナ自治政府との公式な窓口としている。一方、日本には駐日パレスチナ常駐総代表部が置かれている。

## 国民

### 人口構成
2024年推計で約561万人（西岸地区：約333万人、ガザ地区：約223万人）であり、アラブ系のパレスチナ人が大半を占める。また、国連パレスチナ難民救済事業機関 (UNRWA) によると2021年時点でパレスチナ難民が約639万人（西岸108万人、ガザ164万人、ヨルダン246万人、シリア65万人、レバノン54万人）となる。

### 言語
アラビア語が公用語である。

### 宗教
イスラム教徒が9割以上（約92％）と多数を占める。次いでキリスト教が約7％で続く。

## 経済
パレスチナ中央統計局（PCBC)によると、主要産業はサービス業（20.4％）、小売業・貿易（18.3％）、公共・防衛（12.4％）、鉱工業・電気・水（12.1％）、農・漁業（6.5％）などで、輸出品はセメント、石灰岩、オリーブなど、輸入品は石油・石油製品、穀物、非金属鉱物製品などとなる。輸入先・輸出先はともにイスラエルが最大となるが、2021年度は約30億ドルの貿易赤字となっている。
経済成長率は4％程度となるが、物価上昇率は5％超、失業率は25％を超えている（2022年）。また、独自の通貨がなく、イスラエルの通貨である新シェケル(NIS)とアメリカ・ドル(USD)とヨルダン・ディナール(JOD)が使用されている。以前はガザ地区ではエジプト・ポンド(EGP)が使われることもあった。

## 軍事
1993年のオスロ1合意では、ヨルダン川西岸地区とガザ地区の内部の秩序と治安を確保するためにパレスチナ自治政府は強力な警察部隊を設立することになっている。また、イスラエルは外部の脅威に対してパレスチナを防衛する義務と、パレスチナ内部の秩序と治安を保護するためにイスラエル人の全般的なセキュリティの義務を負う。そして、1995年のオスロ2合意では、ヨルダン川西岸地区とガザ地区には、パレスチナ警察とイスラエル軍以外には、いかなる軍隊も設立・活動してはならないことになっている。
1995年の自治合意後にパレスチナ警察が設置されたが、2000年のイスラエルとの軍事衝突により壊滅的な打撃を受けた。2005年にファタハ出身で大統領に就任したマフムード・アッバースは、国内の治安機関を内務庁・総合諜報局・保安隊の3機関に統合した。一方で、2007年に成立したガザ政府では別に治安部隊が設置された。2017年10月、ガザ政府を率いるハマースは保有する行政権限をパレスチナ国政府に委譲することで合意した。
パレスチナ自治政府の治安機関はイスラエル政府に協力して、2007年まではパレスチナ(東エルサレムを含むヨルダン川西岸とガザ地区)のうちイスラエルから権限が移譲された地域(A地区とB地区)で、それ以降はそのうちガザ地区を除く地域で、パレスチナ人の取り締まりを行ってきた。ファタハ以外の政党は、パレスチナ治安機関をイスラエルの手先とみなして非難している。イスラエルは、パレスチナ自治政府はテロリストを十分に取り締まっていないと認識していて、不満を持っている。
2020年5月、パレスチナ自治政府は、イスラエルやアメリカとの安全保障協力を終了すると宣言した。

## 治安

### 人権
パレスチナにおける人権状況は、イスラエルの占領政策に加え、パレスチナ自治政府およびガザ地区のハマスによる内部的な問題も指摘されている。国際人権団体は、双方の統治下における言論の自由の制限、恣意的な拘束、反対派への弾圧などを報告している。

## 文化

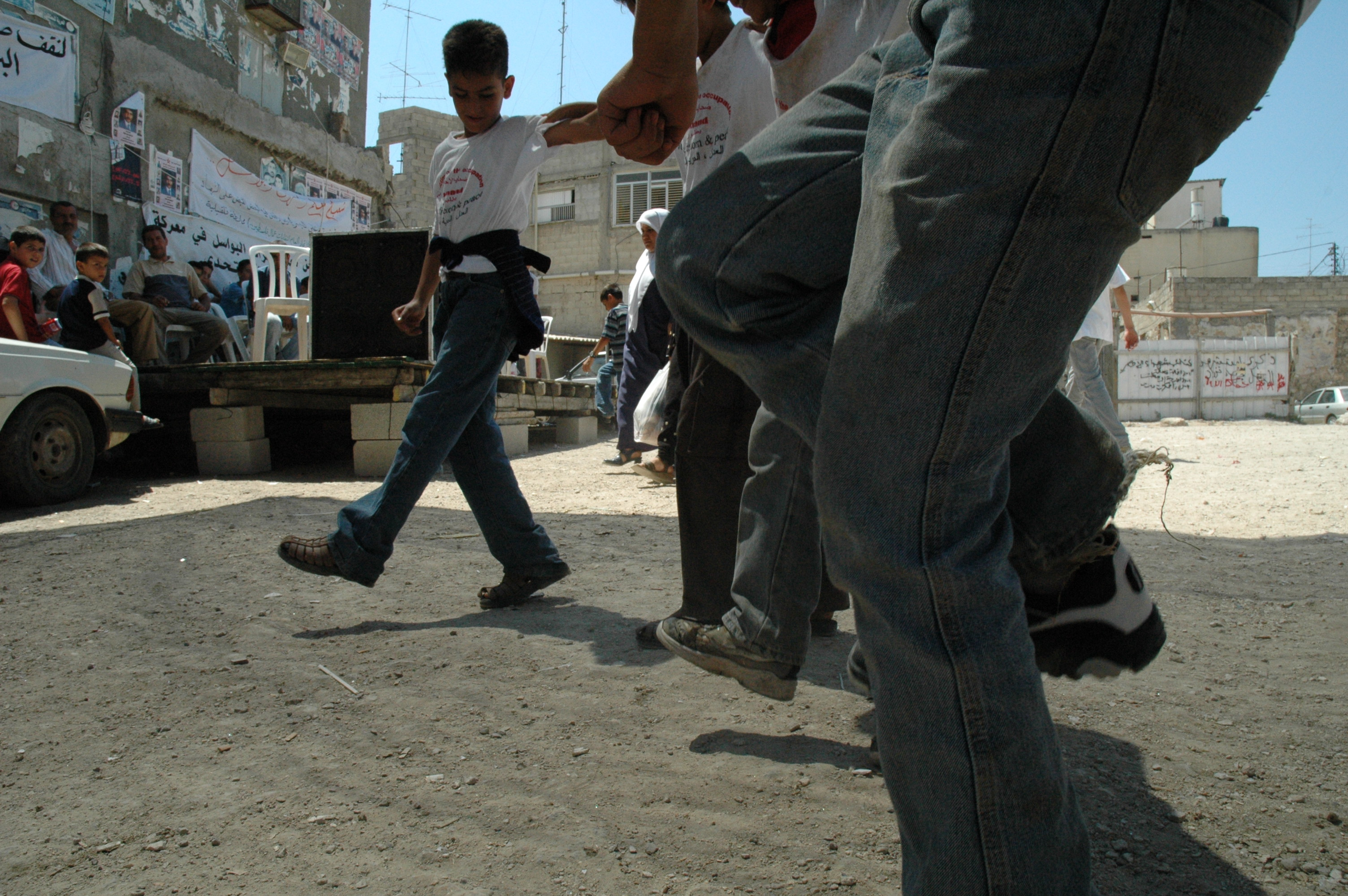
ヨルダン川西岸地区のカルキリヤでダブケの練習をするパレスチナ人の少年。

パレスチナ人の文化は、パレスチナの歴史的地域に存在してきた多様な文化や宗教の影響を受けている。パレスチナの文化的および言語的遺産は、アラビアの要素と、何千年にもわたってこの土地とその人々を支配するようになった外国文化の両方が融合したものである。
芸術、文学、音楽、衣装、料理の分野への文化的貢献は、パレスチナ領土のパレスチナ人、イスラエルのパレスチナ国民、ディアスポラのパレスチナ人の間で地理的に分離しているにもかかわらず、パレスチナ人のアイデンティティを表現している。
パレスチナ文化は、食べ物、踊り、伝説、歴史、ことわざ、ジョーク、俗信、習慣で構成されており、パレスチナ文化の伝統（口頭伝承を含む）を構成している。2023年、国連教育科学文化機関（ユネスコ）は、「パレスチナ住民にとって、アイデンティティーや自尊心の表現でもある」とされる、結婚式などで大勢で踊られるレバントの伝統舞踊「ダブケ」のパレスチナ流派を無形文化遺産に登録した。ニムル・シルハン、ムーサ・アルーシュ、サリム・ムバイイドなどのパレスチナ知識人の間での民俗学者の復活は、イスラム以前の文化的ルーツを強調した。

### 食文化
パレスチナの料理は、パレスチナ地域に定住した文明の文化の拡散であり、特にアラブのウマイヤ朝の征服に始まり、最終的にはペルシアの影響を受けたアッバース朝、そしてトルコ料理の強い影響で終わるイスラム時代中およびその後に、その結果として生まれた。オスマン帝国の到来。レバノン料理、シリア料理、ヨルダン料理など、レバント料理に似ている。キリスト教徒のパレスチナ人によって開業された醸造所も存在し、パレスチナの醸造所の先駆けとなったタイベ醸造所は、マイクロブルワリーとしてホップが効いた苦みの強いビールが定評を得ているほか、地元産のブドウから醸造されたワインも生産されている。

## スポーツ

### サッカー
パレスチナ国内ではサッカーが最も人気のスポーツとなっており、ヨルダン川西岸地区には、2010年にプロリーグのウェストバンク・プレミアリーグが創設された。ガザ地区には、ガザ地区リーグが存在する。パレスチナサッカー協会（PFA）によって構成されるサッカーパレスチナ代表は、これまでFIFAワールドカップには未出場であるが、AFCアジアカップには2015年大会、2019年大会、2023年大会と3度の出場歴がある。

## 著名な出身者
- ヤーセル・アラファート - 政治家。パレスチナ初代大統領
- マフムード・アッバース - 政治家。パレスチナ第2代大統領
- エドワード・サイード - 思想家
- ガッサーン・カナファーニー - 小説家
- ファドゥワ・トゥカーン - 詩人
- マフムード・ダルウィーシュ - 詩人
- カリーマ・アッブード - 写真家
- 重信メイ- ジャーナリスト

### 備考
1. 1 2  パレスチナを巡る諸問題は未解決のため、「パレスチナ国」を完全な主権国家と呼ぶかは議論があるが[要出典]、パレスチナは実際にはすでに国家であり、例えば各国が行っている国家承認は単にパレスチナが国家であることが真実であると認めているに過ぎないとしているのが多数派の学者や研究者の意見である[6]。
2. ↑  1994年パリ議定書第4条によると、パレスチナは複数の通貨を採用できるようになっている。新シェケルに加えヨルダン川西岸地区ではヨルダン・ディナール、ガザ地区ではエジプト・ポンドが主に使用される。